# Hotel Bilderberg (Roman)
Hotel Bilderberg ist ein 1977 erstmals erschienener Tatsachenroman von Bernt Engelmann, der sich indirekt mit der seit 1954 jährlich stattfindenden Bilderberg-Konferenz beschäftigt. Stilistisch lehnt der primär als Sachbuchautor bekannte Engelmann die Geschichte an den 1974 erschienenen Tatsachenroman Großes Bundesverdienstkreuz an, wobei er Geschichtliches in eine teilweise erfundene Rahmenhandlung einbettet.

## Kurzdarstellung
Die aus New York kommende Journalistin Pat Rosenblatt rettet auf einem Flug nach Amsterdam indirekt das Leben der betagten und – wie sich später noch herausstellt – reichen Mrs. Cornelia Vandermeulen. Diese lädt Pat, die sich u. a. mit Jugendkriminalität beschäftigt und eigentlich auf dem Weg zu einer Konferenz ist, ins Hotel Bilderberg ein. Pat sagt zu und schlüpft auf Rat von Mrs. Vandermeulen in die Rolle ihrer Enkelin.
Mrs. Vandermeulen ahnt zudem die Gründe für den vermutlichen Mordanschlag auf sie: Zum einen besitzt sie einige begehrte Aktien, zum anderen eine Liste mit Namen, die mit dem gerade ruchbar gewordenen Bestechungsskandal der Rüstungsfirma Lockheed im Zusammenhang stehen.
Im weiteren Verlauf übernimmt Mrs. Vandermeulen die Rolle der Erzählerin, die Pat die geschichtlichen Hintergründe zu wichtigen Vertretern der Bilderberger im Plauderton erzählt. So erfährt Pat unter anderem, wie industrielle Dynastien wie die DuPonts, die Rockefellers oder das Bankgeschäft der Rothschilds entstand. Eng verknüpft ist dies auch mit der Geschichte des niederländischen und britischen Königshauses, das ebenso stark mit Deutschland verknüpft war. Nicht zuletzt dadurch, dass Kaiser Wilhelm II. ein Urenkel von Königin Victoria war.
Eine weitere, wenn auch im gesamten Roman eher nur vermutbare Rolle spielt Franz Josef Strauß, über den Mrs. Vandermeulen Diverses aus seiner Zeit als Verteidigungsminister und seinen Verbindungen zu Lockheed zu berichten weiß. So werden einige Hintergründe aus der Starfighter-Affäre Strauß’ dargelegt.
Weitere Personen, die im Buch erwähnt werden, sind u. a.: Hermann Josef Abs, Jimmy Carter, Henry Kissinger, Zbigniew Brzeziński sowie die Adelsfamilien von Brühl und von Battenberg, die sich später in Mountbatten umbenannten.
Am Ende des Romans, der sich hauptsächlich an der Bar des Hotels Bilderberg abspielt, hat Mrs. Vandermeulen ihre begehrten Aktien gewinnbringend an einen Interessenten verkaufen können und ebenso einen Deal in Sachen Lockheed-Dokumente auf den Weg gebracht. Pat ihrerseits hatte zwischenzeitlich im Hotel zwei Journalistenkollegen getroffen, die sich an den Sicherheitsleuten vorbei „eingeschleust“ hatten und ab und an ebenso Mrs. Vandermeulens Erzählungen lauschten.
Alle drei Journalisten hoffen auf einen „Scoop“ und würden die Dokumente von Mrs. Vandermeulen gern als Beweise für ihre Geschichte verwenden, doch diese entscheidet sich letztlich anders, nachdem sie mit David Rockefeller telefoniert hatte. Somit lehnt Mrs. Vandermeulen, die für Pat vorher schon die Zahlung einer fünfstelligen Dollarsumme – für die Lebensrettung – angewiesen hatte, eine Veröffentlichung von Details ab.
Sie lädt Pat ein, mit ihr nach Paris zu Edmond Rothschild zu fahren, doch Pat lehnt ab und will stattdessen mit einem ihrer Journalistenkollegen nach ihrer Konferenz auf die Bahamas in den Urlaub fliegen.
Die Buchbeschreibung der 1980 im Rowohlt Taschenbuch Verlag erschienenen Version von Hotel Bilderberg enthält den Satz: „Den Informationen, die in diesem Buch stehen, ist offenbar zu trauen.“

## Ausgaben
- Bernt Engelmann: Hotel Bilderberg. AutorenEdition. Athenäum Verlag, Königstein/Ts. 1977.
- Bernt Engelmann: Hotel Bilderberg. Rowohlt Verlag, Reinbek bei Hamburg, 1980, ISBN 3-499-14471-9.
- Bernt Engelmann: Hotel Bilderberg. Steidl Verlag, Göttingen 2004, ISBN 3-88243-316-7.